# Hans Pfeil
Hans Pfeil (* 26. März 1903 in Freiberg; † 28. November 1997 in Bamberg) war ein deutscher christlicher Philosoph des 20. Jahrhunderts.

## Leben
Er studierte Philosophie, Psychologie und Theologie in Freiburg im Breisgau, München und Münster und promovierte 1926 zum Dr. phil. an der Universität München. Er empfing 1929 im Dom zu Bautzen die Priesterweihe und war Kaplan in Chemnitz. Nach der Habilitation 1932 in Philosophie an der Universität Würzburg lehrte er von 1932 bis 1940 dort als Privatdozent und außerplanmäßiger Professor. Nach der Promotion 1936 zum Dr. theol. war er von 1940 bis 1947 außerordentlicher und 1946 ordentlicher Professor in Münster und seit 1947 ordentlicher Professor für Philosophie in Bamberg.

## Schriften (Auswahl)
- Christsein in säkularisierter Welt. Aschaffenburg 1972, ISBN 3-557-94145-0.
- Im Umbruch der Zeit. Stellungnahmen zu aktuellen philosophischen, pädagogischen und theologischen Fragen. Aschaffenburg 1978, ISBN 3-557-91151-9.
- Unsere Kirche. Merkmale und Probleme. Stein am Rhein 1979, ISBN 3-7171-0756-9.
- Einführung in die Philosophie. Ihre Bedeutung für Mensch und Kultur. Aschaffenburg 1983, ISBN 3-557-91119-5.